# Louisa Catharina Harkort
Louisa Catharina Harkort, född 2 oktober 1718 i Hattingen, död 15 mars 1795 i Haus Harkorten, Hagen, var en tysk affärsidkare. Hon grundade och drev järnbruket Wittib Harkort på sin makes efterlämnade mark, och blev känd som Die Märckerin. Hon grundade fem järnbruk mellan 1775 och 1780 och blev en betydande figur inom järnhandeln, som exporterade järn längs Ruhr och till Ryssland. Hon spelade en viktig roll för industrialiseringen av Ruhrområdet. 